# Betiscoides sjostedti
Betiscoides sjostedti is een rechtvleugelig insect uit de familie Lentulidae. De wetenschappelijke naam van deze soort is voor het eerst geldig gepubliceerd in 1937 door Key.
1. ↑  (en) Betiscoides sjostedti op de IUCN Red List of Threatened Species.